# Кочин (княжество)
Королевство Кочин (также известное как Перумпадаппу Сварупам, Мада-раджйам или Куру Сварупам; Кочи или Перумпатаппу) — позднесредневековое государство, а позднее туземное княжество в составе Британской Индии на Малабарском побережье в Южной Индии. Когда-то контролировавшее большую часть территории между Поннани и Тоттаппалли, государство Кочин сократилось до своих минимальных размеров в результате вторжений заморинов из Каликута. Когда португальские армады прибыли в Индию, государство Кочин потеряло своих вассалов, таких как Эдапалли, Кранганоре и т. д. Независиомсть Кочина стала под угрозой. Правитель Унни Года Варма тепло приветствовал Педру Альвареса Кабрала 24 декабря 1500 года и заключил союзный договор между Португалией и государством Кочин, направленный против заморинов Каликута. Кочин стал давним союзником Португалии (1503—1663), оказывая помощь португальцам против местных раджей. После португальцев союзником Кочина стала голландская Ост-Индская компания (1663—1795). За ним последовала Английская Ост-Индская компания (1795—1858), получившая сюзеренитет над Кочинским государством.
Королевство Кочин, первоначально известное как Перумпадаппу Сварупам, находилось под властью династии Поздние Чера в средние века. Намбудири (брахман-начальник) Перумпадаппу (не теперешние Перумпадаппу в округе Эрнакулам, но и области, которая включает в себя Читраккодам в Ваннери Наду, на сегодняшний день Поннани талук) женился на сестре правителя Последних Чера, Рамы Вармы Кулашекхары, и, как следствие, получил Маходаяпурама, и Храм Тируванчикулам, а также множество других прав, например проведение фестиваля Маманкам. После падения династии Чера из Маходаяпурамы в 12 веке, наряду с многочисленными другими провинциями Перумпадаппу Сварупам стал свободным политическим образованием. Однако только после прибытия португальских колонизаторов на Малабарское побережье Перумпадаппу Сварупам приобрел какое-либо политическое значение. Правители Перумпадаппу имели семейные отношения с правителями Намбудири в Эдаппалли. После перехода Кочина и Выпина от правителей Эдаппалли к правителям Перумпадаппу последние стали известны как короли Кочина.

## Территории
В состав княжества Кочин входили современный округ Триссур, исключая берег и море, несколько районов талука Алатур и весь талук Читтур в округе Палаккад и талук Кочин (кроме Форт Кочи), большая часть талука Канаяннур (кроме Эдаппалли), части талука Алува (Карукутти, Гургаон, Калади, Човвара, Канджор, Сримооланагарам, Малаяттур, Манджапра), части талука Куннатхунадк и части талука Паравур (Чендамангалам) в округе Эрнакулам, который теперь часть индийского штата Керала.

## История

### Происхождение
Нет никаких дошедших до нас письменных свидетельств о возникновении Королевства Кочин или королевской семьи Кочин, также известной как Перумпадапу Сварупам. Все, что записано, — это народные сказки и истории, а также несколько размытая историческая картина происхождения правящей династии.
Сохранившиеся рукописи, такие как Кералолпати, Кераламахатмйами Перумпадапу Грандавари, представляют собой сборники мифов и легенд, которые менее надежны, чем обычные исторические источники. Существует часто пересказываемая легенда о том, что последний Перумал (царь из династии Чера), правивший династией Чера, разделил свое царство между племянниками и сыновьями, принял ислам и отправился в хадж в Мекку. Кералолпати излагает вышеприведенное повествование следующим образом: последний и знаменитый «Перумал» правил Кералой в течение 36 лет. Он уехал в Мекку на корабле с некоторыми мусульманами, которые прибыли в порт Кодунгаллур (Кранганор) и приняли ислам. Перед отъездом в Мекку он разделил свое царство между племянниками и сыновьями.
Перумпадапу Грандавари содержит дополнительный отчет о династическом происхождении: последний Таважи Перумпадапу Сварупама появился на свет в день Калиюга шодашангамсураджйам. Чераман Перумал разделил землю пополам, 17 «амса» к северу от Неелешварама и 17 амса к югу, в общей сложности 34 амса, и передал свои полномочия своим племянникам и сыновьям. Тридцать четыре царства между Каньякумари и Гокарной (ныне в Карнатаке) были отданы «тампурану», дочери последней племянницы Черамана Перумала.
Кералолпати записал разделение своего королевства в 345 году общей эры, Перумпадапу Грандавари — в 385 году н.э, Уильяма Логана — в 825 году н. э. Нет никаких письменных свидетельств об этих более ранних подразделениях Кералы, но, по мнению некоторых историков, это разделение могло произойти во время второго царства Чера в начале XII века.

### Ранняя история
До прихода португальцев государство Кочин управляло обширной территорией в центральной части современного штата Керала. Это государство простиралось до Поннани и Пуккаиты на севере, Анамалы на востоке, Кочина и Пораккада на юге, со столицей в Перумпадаппу на северной границе. Каликут (Царство Полатири) был завоеван Заморином из Эранада, который затем завоевал большую часть Кочинского царства и начал пытаться утвердить сюзеренитет над Кочином.

### Китайский протекторат
На Малабарском побережье в начале XV века Каликут и Кочин находились в сильном соперничестве, поэтому китайская династия Мин решила вмешаться, предоставив особый статус Кочину и его правителю, известному китайцам как Кейли (可亦里). Каликут был доминирующим портовым городом в регионе, но Кочин становился его главным соперником. До своего пятого путешествия минский адмирал Чжэн Хэ получил указание наложить печать на Кейли из Кочина и обозначить гору в его королевстве как Чжэнго Чжи Шань (山山, гора, которая защищает страну). Чжэн Хэ доставил в Кочин каменную табличку, на которой было начертано воззвание, составленное самим императором Юнлэ. Пока Кочин оставался под защитой Минской династии, Заморины из Каликута не могли вторгнуться в Кочин, и военный конфликт был предотвращен. Прекращение экспедиций Минской империи, следовательно, имело негативные последствия для Кочина, так как Заморин из Каликута позднее начал войну против Кочина. В конце XV века Заморины заняли Кочин и установили своего ставленника в качестве короля.
Королевство Кочин было единственным королевством в Южной Азии, которое было протекторатом Китая. Король Кочина получил особое обращение, потому что он посылал дань в Китай с 1411 года, а позже также послал послов, чтобы запросить патент на инвеституру и печать. Китайский император удовлетворил обе его просьбы.

### Португальский период (1503—1663)

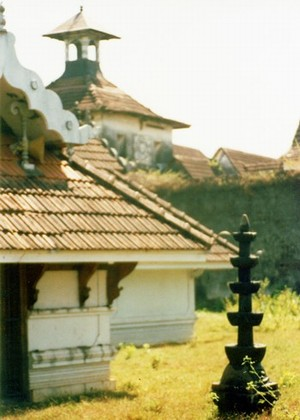
Дворец Маттанчерри- храм, построенный в португальский период кочинским раджой Вирой Кералой Вармой

Кочин был местом первого европейского поселения в Индии. В 1500 году португальский адмирал Педру Альварес Кабрал высадился в Кочине после того, как был отбит от Каликута. Король Кочина приветствовал португальцев, и был подписан договор о дружбе. Король разрешил им построить факторию в Кочине (а после отъезда Кабрала Кочин разрешил тридцати португальцам и четырем францисканским монахам остаться в королевстве). Получив поддержку, король объявил войну врагу, заморинам из Каликута.
В 1502 году новая португальская экспедиция под командованием Васко да Гамы прибыла в Кочин, и дружба возобновилась. Позже Васко да Гама разбомбил порт Каликут и разрушил там арабские фактории. Это привело в ярость Заморина, правителя Каликута, и он напал на Кочин после ухода Васко да Гамы и разрушил португальскую факторию. Король Кочина и его португальские союзники были вынуждены отступить на остров Выпин. Однако прибыло небольшое подкрепление португальского флота и, спустя несколько дней, Дуарте Пачеко Перейра а надвигающиеся муссоны тревожили Заморинов. Каликут отозвал армию и немедленно снял осаду.
Закрепив трон за королем Кочина, португальцы получили разрешение построить Форт-Форт Эммануэль (в Форте Кочин, названный в честь короля Португалии) — окружение португальской фактории, чтобы защитить ее от дальнейших нападений со стороны Каликута, и 27 сентября 1503 года были заложены основы деревянного форта, первого форта, возведенного португальцами в Индии. Вся работа по строительству была поручена правителю Кочина, который поставлял рабочих и материалы. В 1505 году каменная крепость заменила деревянный форт. Позже, для лучшей защиты города, на острове Выпин в Палипорте был построен форт под названием «Каштелу-де-Сима». После ухода португальского флота в Кочине остались только Дуарте Пачеко Перейра и небольшой флот. Тем временем Заморин из Каликута сформировал мощный отряд и атаковал их. В течение пяти месяцев Королевство Кочин смогло отразить нападение заморина Каликута с помощью Пачеко Перейры и его людей.
Правитель Кочина продолжал править с помощью португальцев. Тем временем португальцы тайно пытались заключить союз с заморином Каликута. Несколько более поздних попыток заморина завоевать порт Кочин были сорваны правителем Кочина с помощью португальцев. Постепенно португальский арсенал в Кочине был увеличен, по-видимому, чтобы помочь королю защитить Кочин. И долгое время, сразу после Гоа, Кочин, расположенный в центре Ост-Индии, был лучшим местом, которое Португалия имела в Индии. Оттуда португальцы экспортировали большие объемы специй, в частности перца.
В 1530 году святой Франциск Ксаверий прибыл и основал латинскую христианскую миссию. В Кочине находилась могила Васко да Гамы, португальского вице-короля, который был похоронен в церкви Святого Франциска, пока его останки не были возвращены в Португалию в 1539 году. Вскоре после Албукерки, Афонсу д’Афонсу де Альбукерке португальское владычество в Керале пришел в упадок. Неудача объясняется рядом факторов, таких как смешанные браки, насильственные обращения, религиозные преследования и т. д.

### Голландский период (1663—1773)

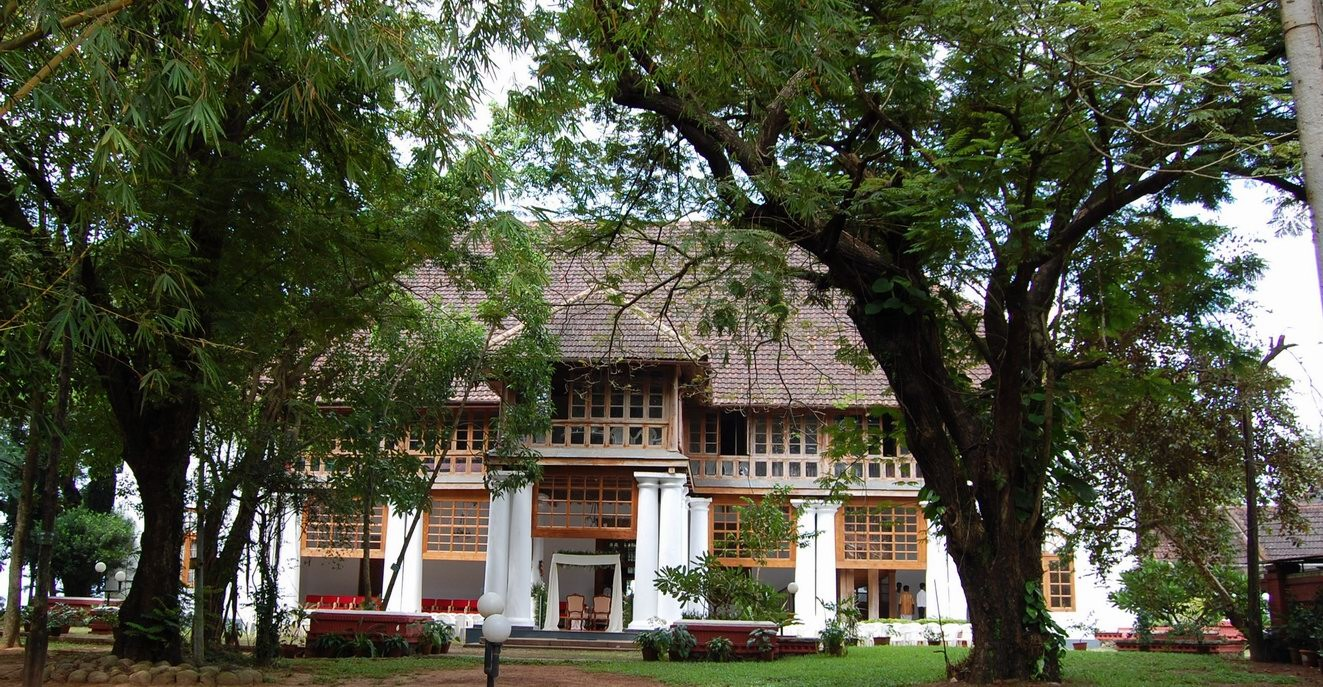
Дворец Болгатты, построенный в 1744 году голландскими торговцами, он является одним из старейших существующих голландских дворцов за пределами Нидерландов

За португальцами последовали голландцы, которые к тому времени завоевали Коллам после различных столкновений с португальцами и их союзниками. Недовольные члены королевской семьи Кочина обратились к голландцам за помощью в свержении кочинского раджи. Голландцы успешно высадились в Ньяракале и захватили форт в Паллипураме, который они передали заморинам Каликута.

### Майсурское вторжение
Завоевание Майсурского правителя Хайдера Али в Малабарском регионе в 1773 году привело к подчинению Кочина. Раджа Кочина должен был выплатить субсидию в размере ста тысяч иккери пагод (что равнялось 400 000 современным рупиям). Позже, в 1776 году, Хайдер Али захватил Тричур, находившийся под властью королевства Кочи. Таким образом, раджа был вынужден стать данником Майсура и платить 100 000 пагод и 4 слона, а также ежегодную дань в размере 30 000 пагод. Наследственное премьер-министерство Кочина подошло к концу в этот период.

### Британский период (1814—1947)

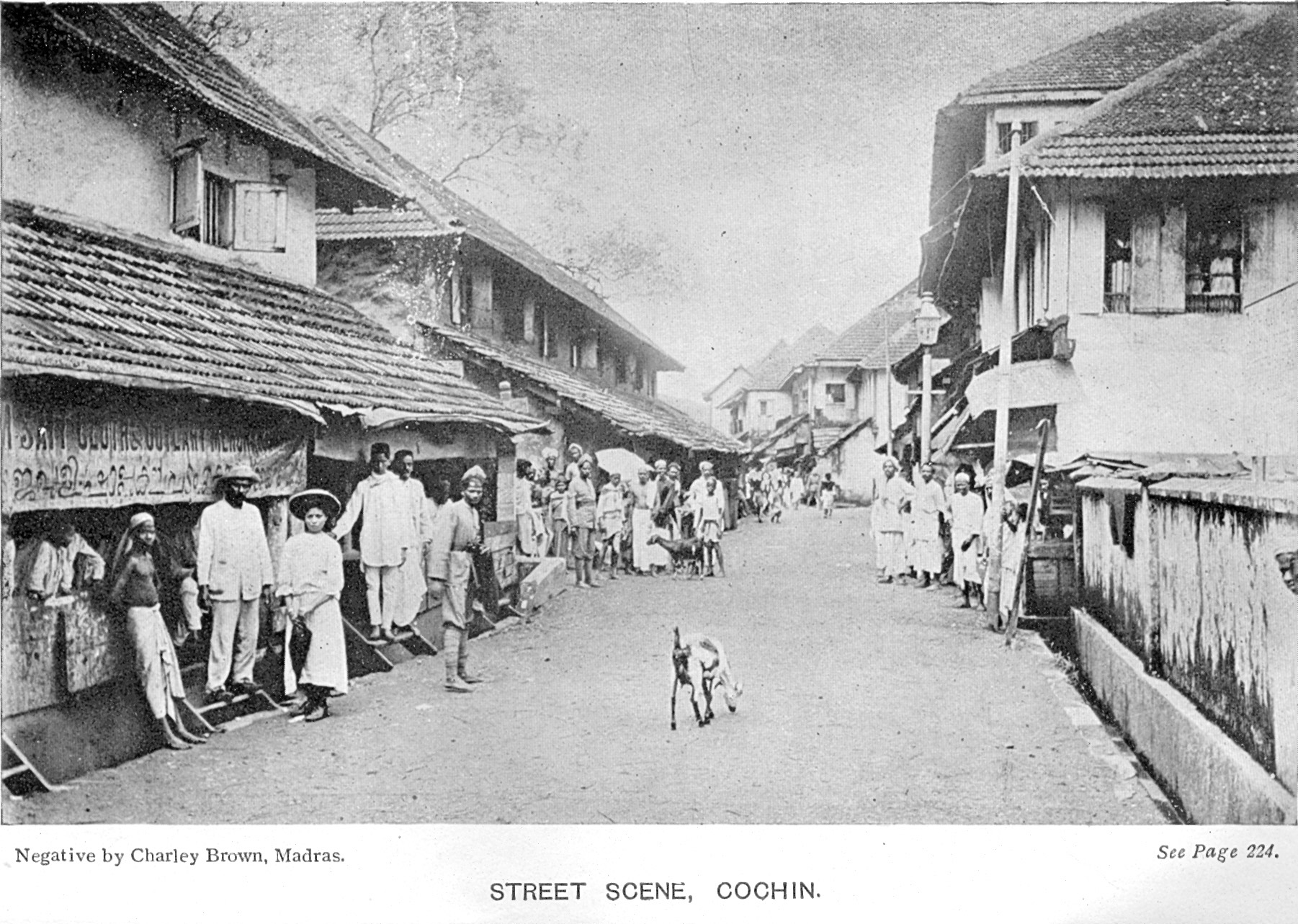
Кочин в колониальные времена

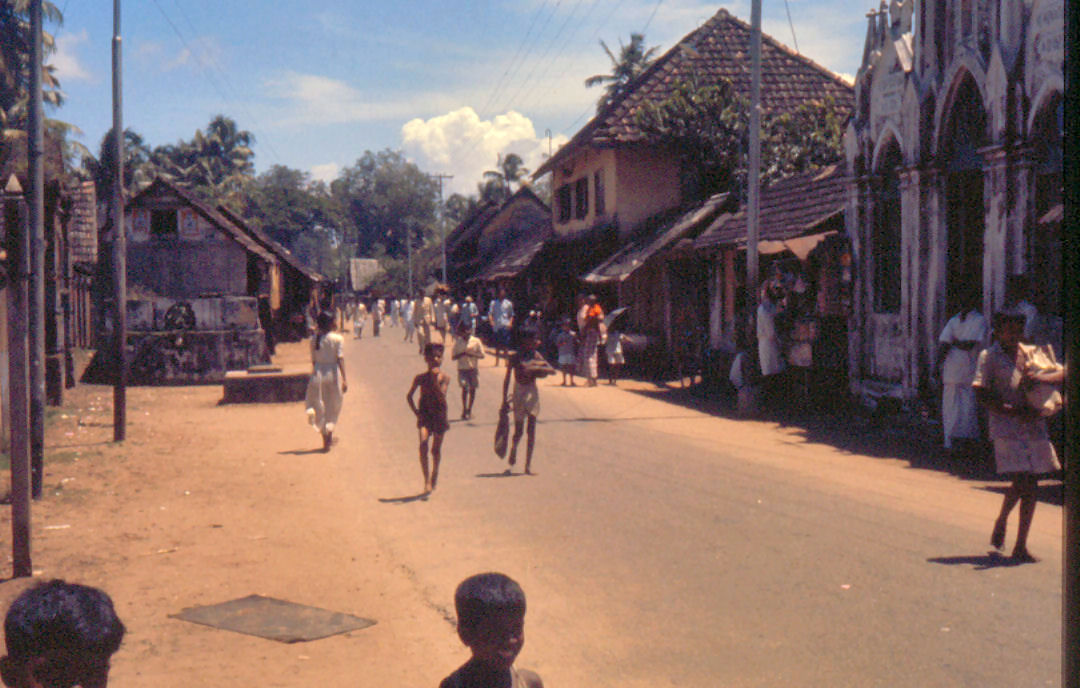
Кочин в 1960-х годах

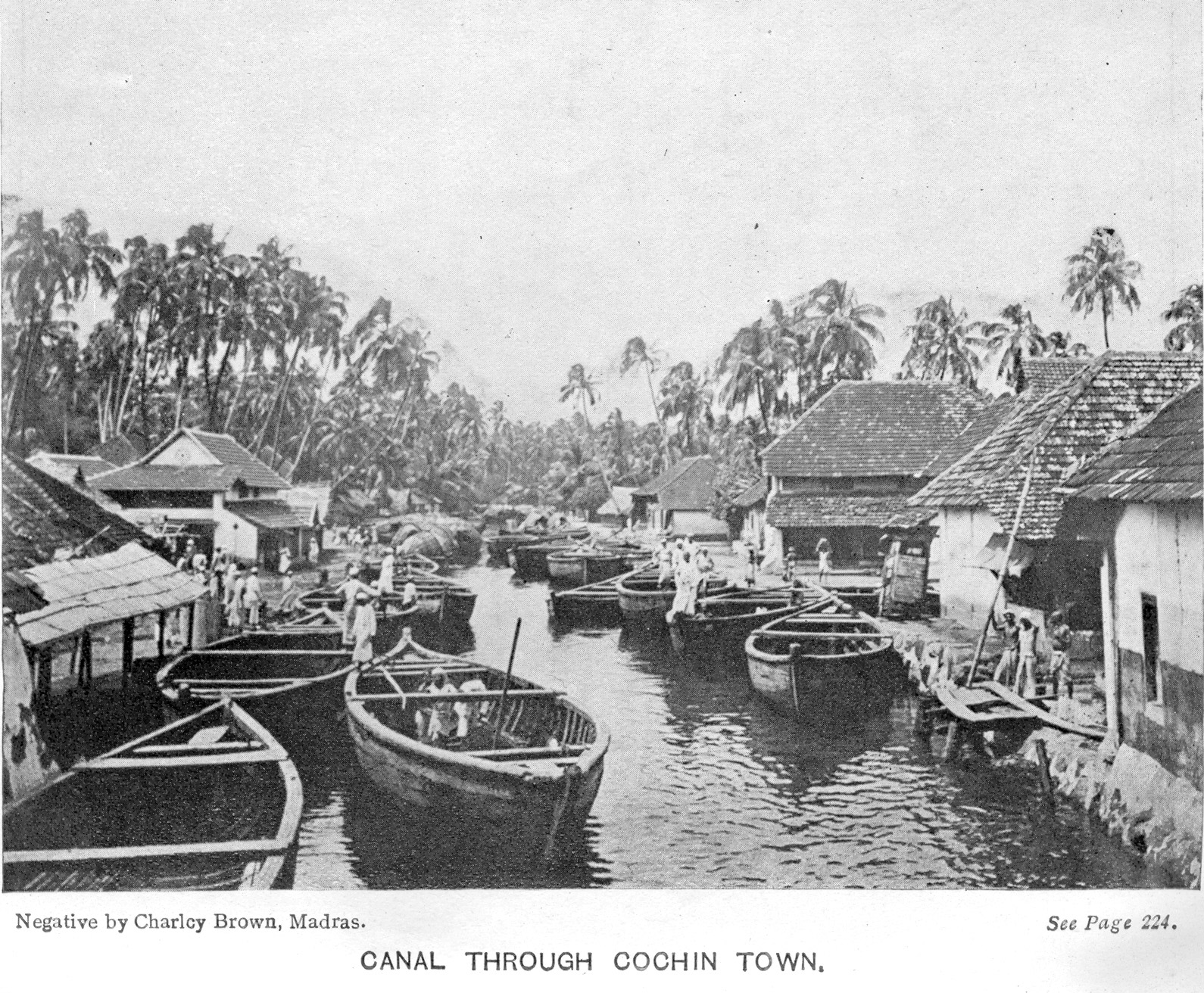
Кочин в 1960-х годах

В 1814 году в соответствии с англо-голландским договором острова Кочин, включая Форт Кочи и его территорию, были переданы Соединенному Королевству в обмен на остров Банка. Еще до подписания договора имеются свидетельства о проживании английских резидентов в Кочине. К началу 20-го века торговля в порту значительно возросла, и король хотел развивать порт еще больше. В 1920 году раджа с помощью лорда Уиллингдона, тогдашнего губернатора Мадраса, привез в Кочин портового инженера Роберта Бристоу. В течение 21 года он помог королю Кочина превратить Кочин в самую безопасную гавань в Южной Азии, где корабли причаливали к недавно восстановленной внутренней гавани, которая была оборудована длинным рядом паровых кранов. Между тем, в 1866 году Форт Кочин был преобразован в муниципалитет, и его первые выборы в муниципальный совет с советом из 18 членов были проведены в 1883 году. Махараджа Кочина инициировал местное самоуправление в 1896 году, образовав городские советы в Маттанчерри и Эрнакуламе. В 1925 году было также создано Законодательное собрание Кочина, призванное помочь общественности участвовать в управлении страной. Ассамблея состояла из 45 членов, 10 из которых были официально назначены. Тоттаккатту Мадхавиамма была первой женщиной, которая стала членом законодательного органа в Индии. Кочин был первым туземным княжеством, добровольно присоединившимся к новому Индийскому Доминиону в 1947 году. Индия потеряла статус доминиона в 1950 году, когда она стала республикой. Траванкор объединился с Кочином, чтобы создать штат Траванкор-Кочин, который, в свою очередь, был объединен с Малабарским округом Мадрасского президентства. Касарагод был объединен в него, а Каньякумари был исключен из него. 1 ноября 1956 года был образован индийский штат Керала.

## Администрация
В административных целях Кочин был разделен на семь талуков (с 1860 по 1905 год): Читтур, Кочин, Кранганор, Канаяннур, Мукундапурам, Тричур и Талапилли.
| Талук        | Площадь (в квадратных милях) | Штаб-квартира                    |
| ------------ | ---------------------------- | -------------------------------- |
| Читтур       | 285                          | Читтур                           |
| Кочин        | 63                           | Маттанчерри                      |
| Кранганор    | 19                           | Кранганор (сейчас — Кодунгаллур) |
| Канаяннур    | 81                           | Эрнакулам                        |
| Мукундапурам | 418                          | Иринялакуда                      |
| Талаппалли   | 271                          | Вадакканчери                     |
| Тричур       | 225                          | Тричур (сейчас — Триссур)        |
| Все талуки   | 1,362                        |                                  |

### Столицы

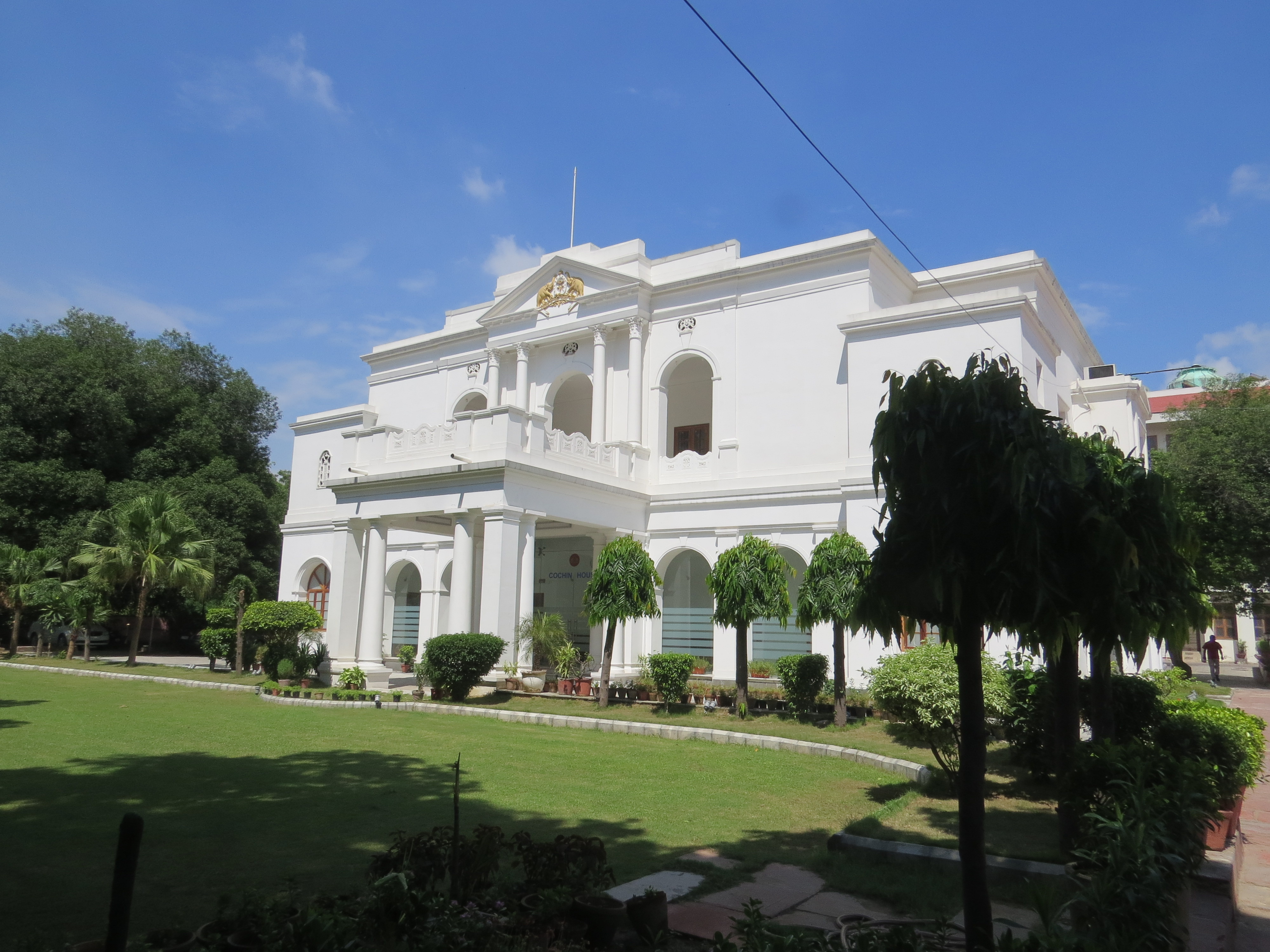
Кочин-Хаус, бывшая резиденция правителей Кочина в Нью-Дели

Столица Перумпадапу Сварупам была расположена в Читракуде в деревне Перумпадапу Ваннери с начала 12-го века до конца 13-го века. Хотя столица Перумпадапу Сварупама находилась в Ваннери, у царя Перумпадапу был дворец в Маходаяпураме.
Когда Заморины Калукута напали на Ваннери в конце XIII века, Перумпадапу Сварупам перенес свою столицу из Ваннери в Маходаяпур. В 1405 году Перумпадапу Сварупам изменили свою столицу из Маходаяпура в Кочин. К концу XIV века Заморины завоевали Трикканаматхилакам, и это стало угрозой для Маходаяпурама (Тируванчикулам), что, возможно, стало причиной того, что Перумпадапу Сварупам перенесли свою столицу из Маходаяпурама в Кочин. Кроме того, в 1341 году наводнение создало остров Путувиппу (Выпин), и Кочин стал известной естественной гаванью для торговли в Индийском океане. Старый порт Кодунгаллоре (Кранганоре) утратил свое значение, что также может быть причиной переноса столицы. С этого момента Перумпадапу Сварупам стал называться королевской семьей Кочина.
Наконец, прибытие португальцев на Индийский субконтинент в XVI веке, вероятно, повлияло на политику Кочина. Королевство Кочин было одним из первых индийских государств, подписавших официальный договор с европейской державой, ведя переговоры о торговых условиях с Педро Альваресом Кабралем в 1500 году.
Дворец в Калватхи был первоначально резиденцией местных раджей. Однако в 1555 году королевский дворец переехал в Маттанчерри, а позже был переведен в Триссур. В то время Пенвазитампуран (женщина-тампуран) и другие Кочутампураны (другие Тампураны, кроме Валлиатампурана (короля)) жили во дворце в Велларапилли.
В начале XVIII века Трипунитура начала приобретать известность. Царство управлялось из Триссура, Кочина и Трипунитуры. Около 1755 года Пенвазитампуран (женщина-Тампуран) и другие Кочутампураны (другие Тампураны) покинули Велларапалли и начали жить в Трипунитуре. Так Трипунитура стала столицей Кочинской королевской семьи.

## Махараджи Кочина
Вееракерала Варма, племянник Черамана Перумала, традиционно считается первым махараджей Кочина. Однако письменные свидетельства династии датируются 1503 годом. Махараджу Кочина также называли Гангадхара Ковил Адхикаарикал, что означает Глава всех храмов.

### Как союзники Португалии и Голландии

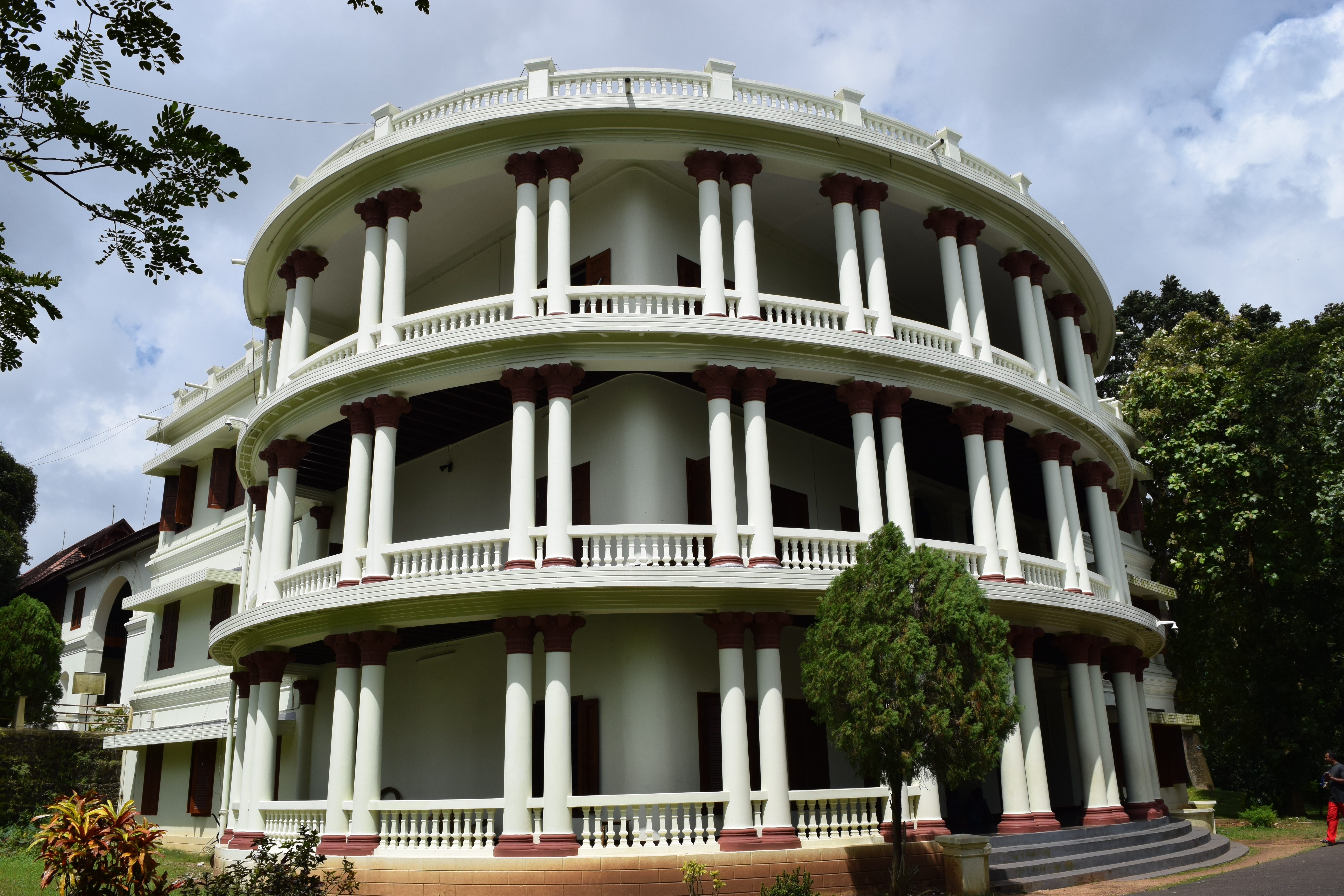
Хилл-Палас, главный дворец

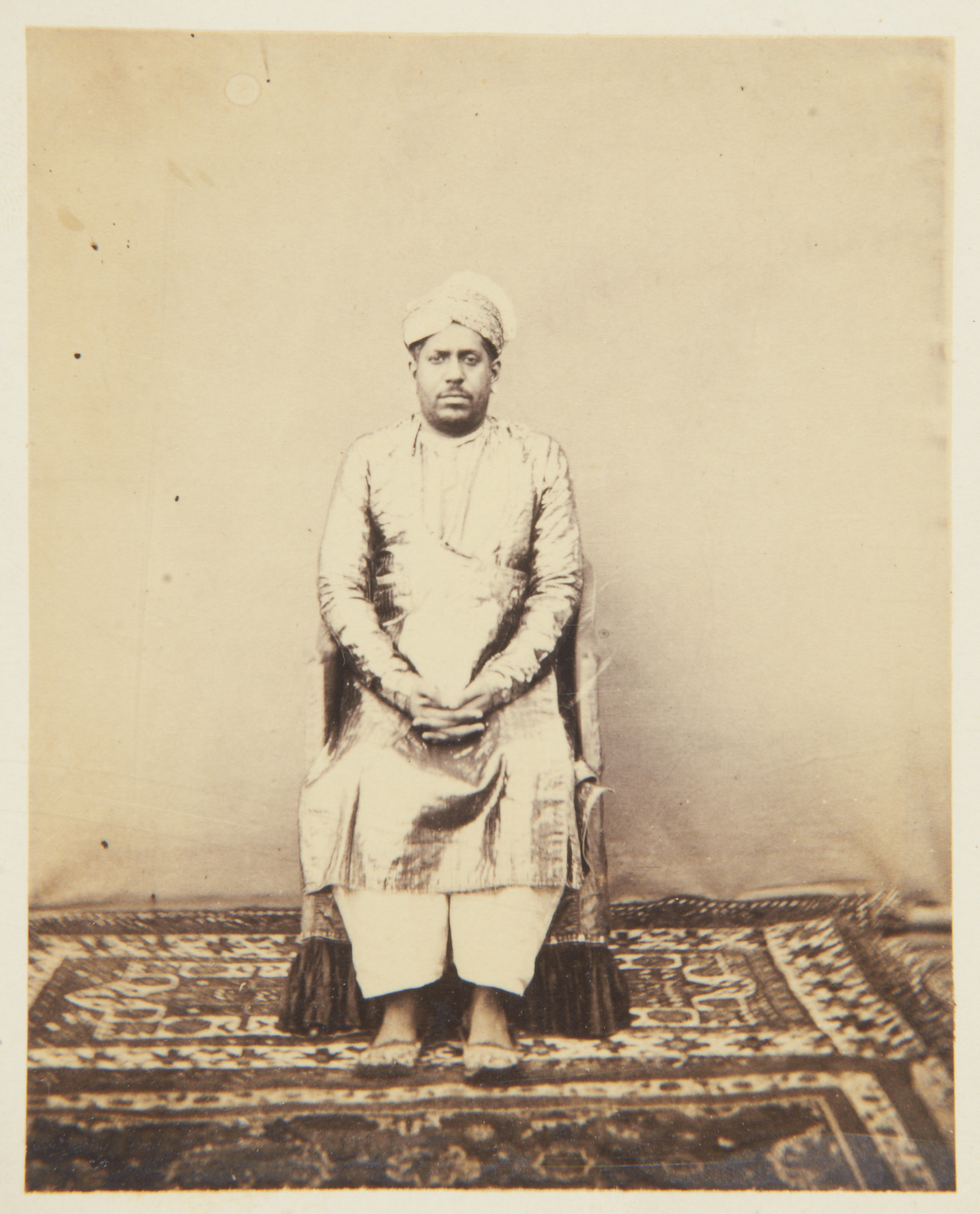
Рама Варма XIV, Махараджа Кочина в 1868 году

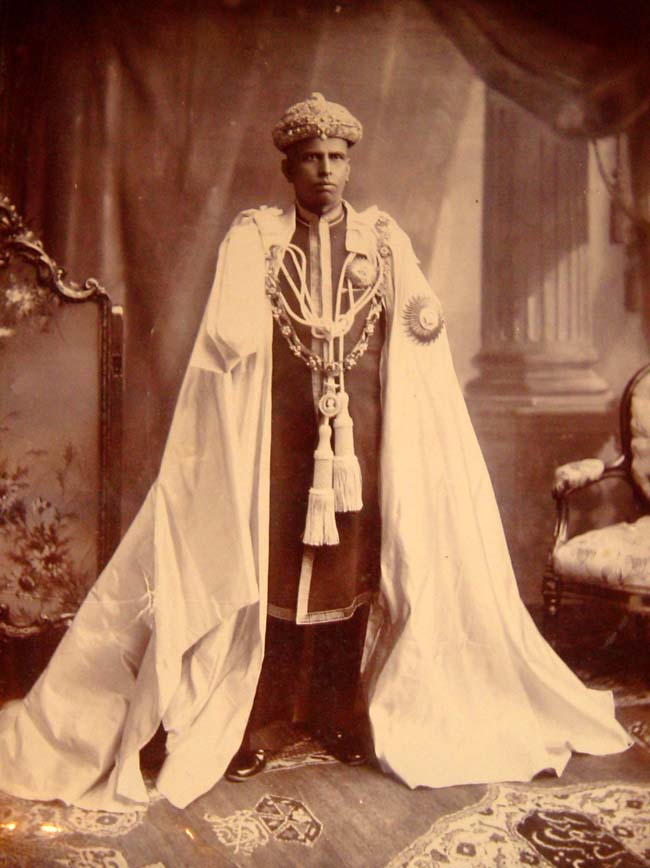
Махараджа Кочина Рама Варма XV (1985—1914), более известный как его Отрекшееся Высочество

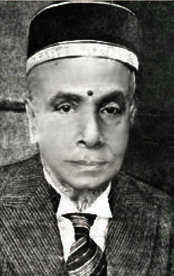
Махараджа Керала Варма Тампуран (1870—1948), предпоследний правитель княжества Кочин (1946—1948))

- ок. 1500—1503: Уннираман Койикал I
- 1503—1537: Уннираман Койикал II
- 1537—1565: Вира Керала Варма I
- 1565—1601: Кешава Рама Варма
- 1601—1615:  Вера Керала Варма II
- 1615—1624:  Рави Варма I
- 1624—1637:  Вира Керала Варма III
- 1637—1645: Года Варма I
- 1645—1646: Веерарайира Варма
- 1646—1650: Вира Керала Варма IV
- 1650—1656:  Рама Варма I
- 1656—1658:  Рани Гангадхаралакшми
- 1658—1662:  Рама Варма II
- 1662—1663:  Годжа Варма II
- 1663—1687:  Вира Керала Варма V
- 1687—1693:  Рама Варма III
- 1693—1697:  Рави Варма II
- ноябрь 1697—1701:  Рама Варма IV (? — 1701)
- 1701 — октябрь 1721:  Рама Варма V (? — 1721)
- 1721—1731: Рави Варма III (? — 1731)
- 1731 — январь 1746:  Рама Варма VI (? — 1746)
- 1746 — 14 января 1749:  Керала Варма I (? — 1749)
- 1749 — август 1760:  Рама Варма VII (? — 1760)
- август 1760 — сентябрь 1775:  Керала Варма II (? — 1775)
- сентябрь 1775 — 16 августа 1790:  Рама Варма VIII (? — 1790), младший брат предыдущего
- 16 августа 1790 — 26 сентября 1805:  Рама Варма IX (Шактан Тампуран) (1751—1805), племянник предыдущего.

### Под британским сюзеренитетом
- 16 августа 1790 — 26 сентября 1805:  Рама Варма IX (Шактан Тампуран) (1751—1805)
- 26 сентября 1805 — январь 1809:  Рама Варма X (? — 1809), двоюродный брат предыдущего
- январь 1809 — август 1828:  Керала Варма III (? — 1828), младший брат предыдущего
- август 1828 — ноябрь 1837:  Рама Варма XI (? — 1837), племянник предыдущего
- ноябрь 1837 — июнь 1844:  Рама Варма XII (? — 1844), двоюродный брат предыдущего
- июнь 1844 — июль 1851:  Рама Варма XIII (? — 1851), племянник предыдущего
- июль 1851 — февраль 1853:  Керала Варма IV (? — 1853), младший брат предыдущего
- февраль 1853 — 11 февраля 1864:  Рави Варма IV (? — 1864), младший брат предыдущего.

### Как княжеское государство при Британской империи
- 16 мая 1853 — 11 февраля 1864:  Рави Варма IV (? — 1864)
- 11 февраля 1864 — 2 августа 1888:  Рама Варма XIV (1835—1888)
- 2 августа 1888 — 12 сентября 1895:  Керала Варма V  (1846—1895), младший брат предыдущего
- 23 октября 1895 — 7 декабря 1914: Рама Варма XV (1852—1932) Отрекся от престола, скончался в 1932 году.
- 25 января 1915 — 21 марта 1932: Рама Варма XVI (1858—1932)
- 25 марта 1932 — 23 мая 1941:  Рама Варма XVII (1861 — 23 мая 1941)
- 23 мая 1941 — 23 октября 1943: Керала Варма VI (1863 — 13 октября 1943), младший брат Рамы Вармы XVI
- 23 октября 1943 — 1 февраля 1946: Рави Варма V (1865—1946)
- 1 февраля 1946 — 8 июля 1948: Керала Варма VII (1876—1964)
- 8 июля 1948 — 1 июля 1949:  Рама Варма XVIII  (1876—1964), был известен под именем Парикшит Тампуран. Последний официальный правитель Кочинского княжества.

### После обретения независимости
- Рама Варма XVIII (1949—1964), был известен под именем Парикшит Тампуран. Последний официальный правитель Кочинского княжества.
- Рама Варма XIX (1964—1975)
- Рама Варма XX (1975—2004)
- Керала Варма VIII (2004—2011)
- Рама Варма XXI (2011—2014)
- Рави Варма VI (2014—2020).